# Antepipona consors
Antepipona consors är en stekelart som beskrevs av Giordani Soika 1982. Antepipona consors ingår i släktet Antepipona och familjen Eumenidae. Inga underarter finns listade i Catalogue of Life.